# Athanase des Météores
Pour les articles homonymes, voir Athanase et Saint Athanase.
Athanase des Météores est un saint orthodoxe du XIVe siècle, fêté le 20 avril,. Il est le fondateur du monastère du Grand Météore.

## Jeunesse
Le futur Athanase est né à la Nouvelle-Patras (l'actuel village d'Ypáti en Phthiotide) en 1302 ou 1303 selon les sources,. Lors de son baptême, il reçoit le nom d'Andronique. On suppose qu'il était issu d'une famille noble et aisée bien qu'il n'ait jamais parlé de ses origines. Encore jeune, il devient orphelin et est recueilli par son oncle. Mais vers 1319, la ville est envahie par les troupes catalanes d'Alphonse Frédéric d'Aragon et tombe dans le giron du duché d'Athènes. Andronique et son oncle partent alors se réfugier à Thessalonique.
La famille se retrouve dépourvue de ressources mais des professeurs réputés sont touchés par le zèle d'Andronique pour les études et ils lui donnent des cours de philosophie et de littérature classique sans réclamer d'honoraires. Quelques années après, il se rend au mont Athos. Touché par la vie spirituelle qui y règne, il demande à y devenir moine mais il est refusé car il est trop jeune.

## Débuts de vie monastique
Il se rend alors en pèlerinage à Constantinople et y fait la connaissance de deux figures de l'époque : Grégoire le Sinaïte et Isidore Boukheiras, qui l'encouragent à persister dans la voie monastique. Il se rend par la suite en Crète où il commence à mener une vie ascétique qui lui fait acquérir localement une grande réputation. Afin d'éviter de tomber dans l'orgueil, il quitte la Crète et retourne au mont Athos. Il s'y installe dans une skite isolée au climat rude où il devient disciple de deux moines de grande expérience. C'est dans cette skite qu'il devient moine à l'âge de 30 ans, et il prend alors le nom monastique d'Athanase.

## Exil et arrivée aux Météores
À cette époque, le mont Athos est régulièrement attaqué par les pirates turcs. Les moines sont contraints de quitter leur skite et se dispersent. Athanase quitte le mont Athos avec deux autres moines, et ceux-ci partent en quête d'un endroit isolé pour y pratiquer l'ascétisme. Après plusieurs tentatives, un disciple de Grégoire le Sinaïte devenu évêque leur conseille alors d'aller en Thessalie, dans la région des Météores (où vivaient déjà des ermites depuis le XIe siècle). Athanase voit dans les sommets des Météores un endroit idéal pour une vie monastique hors du monde, et ils décident de s'installer au sommet d'un rocher où existe déjà une chapelle taillée dans le roc. Le moine Grégoire devient higoumène de la petite communauté, que rejoignent bientôt d'autres moines.
Athanase y mène une vie très rigoureuse, dans l'ascétisme et l'hésychasme. Il se retire cinq jours par semaine dans une caverne où il demeure seul dans une prière continuelle, dormant peu et jeûnant,. Il acquiert le don de clairvoyance et vit des extases spirituelles dont il ne parle pas aux autres moines. Par la suite, Athanase demande à Grégoire l'autorisation de s'installer sur un autre rocher, le plus haut. Grégoire hésite car il désirait faire d'Athanase son successeur mais il finit par accepter.

## Le monastère de la Transfiguration

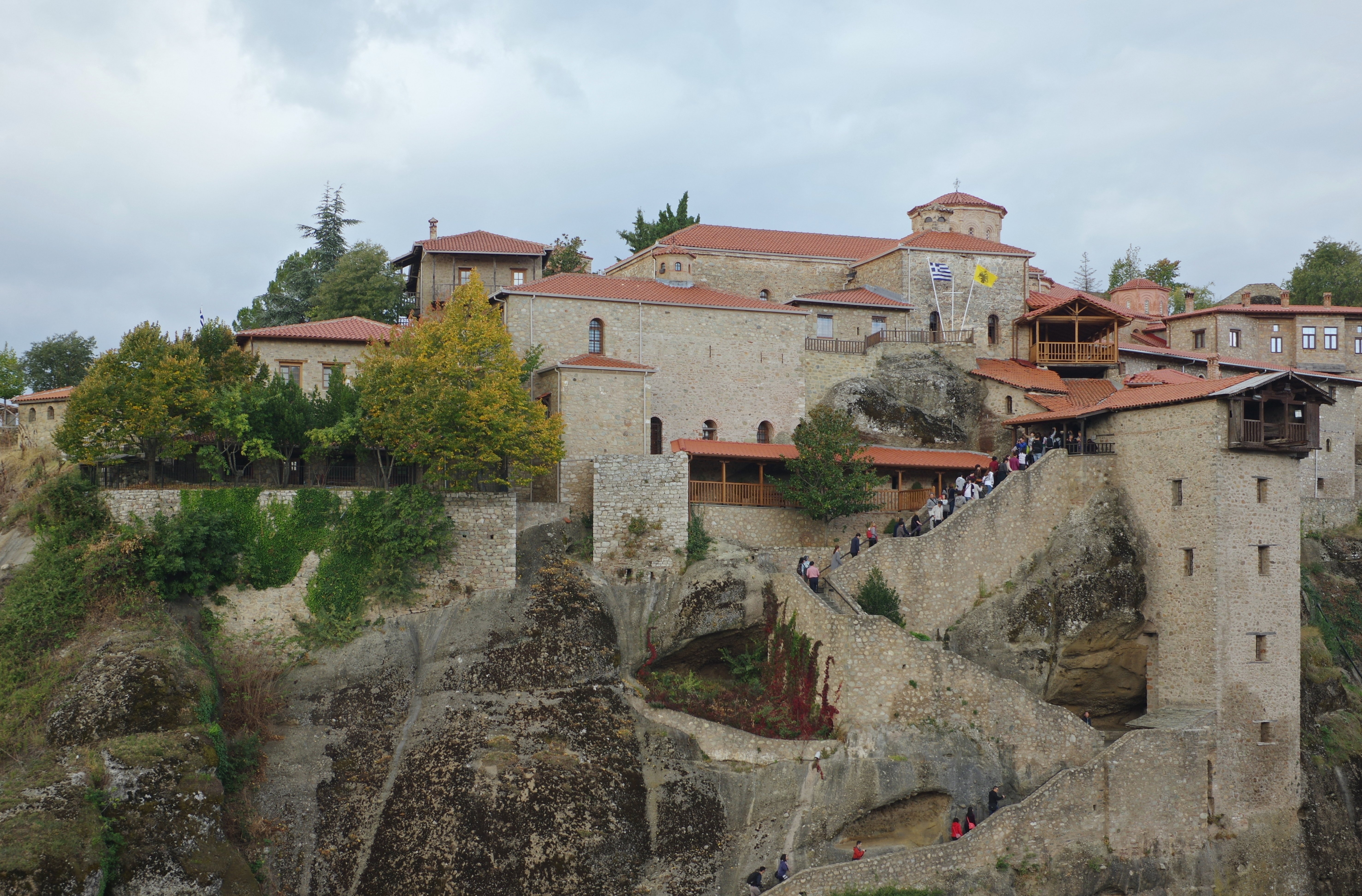
Le monastère de la Transfiguration.

Il part donc sur le rocher le plus haut, appelé le « Météore », et n'accepte avec lui que les moines les plus aptes à mener une vie très austère. Il organise par la suite la communauté en lui donnant une règle monastique cénobitique suivant le Typikon des monastères du mont Athos. Une église est construite et dédiée à la Transfiguration du Seigneur, ce qui donne son nom au futur monastère, qui devient véritablement le premier monastère des Météores. Il attire de nombreux moines et sa renommée se propage dans toute la Grèce. Ayant acquis le don de prophétie, Athanase prédit le siège manqué de Thessalonique par les Ottomans, en 1372. Il décède en 1380.